# 2013年埃及政變事後動盪
2013年埃及政變事後動盪又被一些新聞媒體稱作「埃及危機」，是指在2013年7月3日埃及軍方發動政變推翻總統穆罕默德·穆爾西後引發的抗議及暴力事件。塞西被指责模仿穆巴拉克最出名的手法，利用省长培养高官忠诚度，掌控警察国家。
在穆爾西下臺後，反對政變之民眾便發起示威遊行要求恢復穆爾西的職權，並且嚴加譴責埃及軍方以及受到軍方支持而組建的臨時政府。但是多次的抗議行動中也爆發許多流血衝突，穆斯林兄弟會成員對於幾起大規模死傷事件指控安全部隊展開「大屠殺」。另一方面，埃及的伊斯蘭主義者認為基督教徒支持推翻穆爾西，於是遷怒於他們，接連發生基督教徒及教堂受襲擊的事件。

## 時間軸

### 7月27日
7月27日時，安全部隊在當地清真寺附近的中心道路上向反對政變的穆爾西支持群眾開火。埃及衛生部表示有82人已經確認死亡以及299人受傷，然而於第一線醫院服務的醫生表示至少有200名示威民眾遭到槍殺，另外還有4,500人因而受傷。穆斯林兄弟會的發言人表示警方使用實彈射擊，而內政部部長穆罕默德·易卜拉欣·穆斯塔法則聲稱警察沒有使用實彈射擊，而且試圖用催淚瓦斯驅散失控的示威群眾。穆斯塔法也提到當天衝突主要是由於示威群眾和當地居民爆發衝突，警方才被迫以強制手段驅趕人群。然而網際網路上隨即流傳出許多清楚顯示警察和軍隊使用实弹以及自動武器的照片，對此光明黨領導人尤尼斯·马赫尤恩呼籲對此事件進行全面調查。

### 8月14日军方清场行动

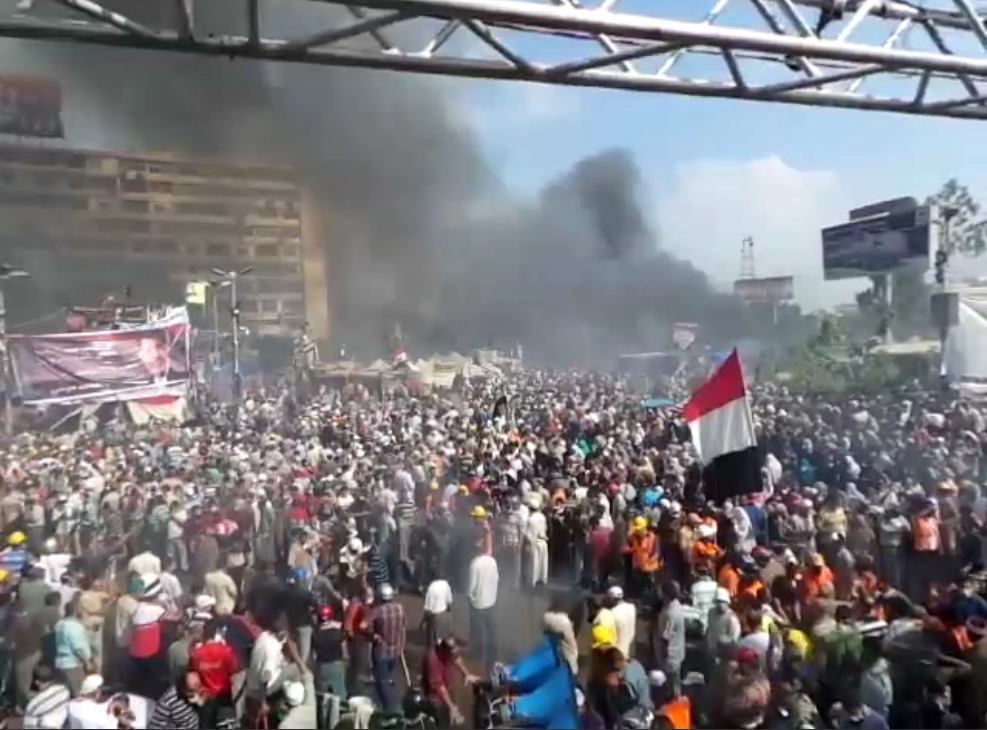
8月14日，一处抗议者聚集的营地

8月14日，埃及安全部队和警察对在开罗东北部阿达维耶清真寺广场和中部复兴广场扎营抗议的穆尔西支持者进行清场，军警使用催泪瓦斯、燃烧弹、致命性武器和狙击手对付抗议者，暴力冲突造成许多人员伤亡。法新社记者在阿达维耶回教堂外广场的三处停尸点看到至少有124具尸体，大多死于枪伤。新华社引述一名埃及卫生部官员的话称，至少95人被打死、874人受伤，后来死亡人数升至278人（其中包括43名警察），并有1400多人受伤。路透社报道，英国天空电视台的一名61岁摄影员被开枪打死，还有另外三名记者中枪死亡。埃及穆兄會高官貝爾塔吉17歲的千金亞斯曼在警方清場行動中被射殺死亡，她的兄弟亞穆馬爾在微博上證實了死訊。 埃及国家电视台报道约有数百人在清场行动中被捕。此后埃及临时总统曼苏尔宣布全国进入为期一个月的紧急状态，并在多个地区实施宵禁。截止8月15日，埃及卫生部报告称共有525人死亡，3717人受伤；8月16日，美联社报道，目前已造成至少638人死亡，近4000人受伤；这次事件也成为2011年埃及人推翻穆巴拉克政权以来死伤最惨重的抗议活动。
埃及过渡政府总理贝卜拉维和内政部长易卜拉欣先后发表电视讲话为清场行动进行辩护，称这是维护国家稳定和结束混乱局面的必要措施，并指责穆兄会支持者的示威活动威胁国家安全、煽动暴力和屠杀无辜，政府将不再允许埃及任何地方发生新一轮静坐示威。埃及过渡政府副总统巴拉迪选择辞职，以抗议政府武力清场。8月15日，埃及司法机构确认对穆尔西延长拘留30天。英国天空电视台记者基利直击报导，认为警方的“清场”本质上是屠杀。除了使用催泪弹以及闪光弹，还使用了机枪、M16、[卡拉什尼科夫自動步槍|[AK47]]步枪向手无寸铁的示威者和妇孺开火；基利指责埃及警方屠杀无辜：「我曾在多个战场报导新闻，除了卢旺达大屠杀外，这是少见的血腥战场，我见到几十人被射中头部、颈部及上半身。」
联合国、美国、英国、土耳其、卡塔尔、伊朗和南非等国谴责此次镇压行动。联合国秘书长潘基文谴责此次暴力事件，他对埃及政府不接纳聆听民意的建议、选择使用暴力的做法感到遗憾，他希望所有埃及人集中力量实现和解；联合国人权事务高级专员纳维·皮莱要求对流血事件展开全面调查。奥巴马谴责血腥镇压，并强烈反对实行紧急状态法令，他宣布取消今年的美埃联合军事演习，白宫将重新审视美埃关系和对埃及的援助计划。英国谴责埃及使用武力清场，并要求埃及安全部队保持克制。土耳其总理埃尔多安谴责“屠杀事件”，呼吁联合国安理会、阿拉伯联盟采取行动以阻止“大屠杀”，他也指责其他国家态度暧昧。卡塔尔政府强烈谴责埃及当局武力镇压示威者。伊朗也谴责埃及发生的“屠杀”，并警告称这将产生严重后果。欧盟外长Catherine Ashton和德国外长韦斯特韦勒呼吁各派保持克制放弃使用武力。法国和意大利外交部对人员伤亡表示哀悼和同情。中华人民共和国外交部发言人表示对埃及局势“高度关注”，对事态发展“深感忧虑”，同时呼吁埃及各方“保持最大限度克制，通过对话协商化解分歧”。
《纽约时报》称这次镇压使得埃及又回到了以前穆巴拉克一样的军警统治时代，并表示他们的记者没有在示威者营地看到官方报道出现的“武器弹药储备”。半岛电视台报道称军队正在阻挠埃及朝着民主的道路前进。一些国际媒体形容这是发生在埃及的“天安门事件”，如英国《卫报》、阿聯酋《海灣時報》。国际关系学者沈旭暉认为，第三方如不介入，埃及局勢將惡化。《联合早报》认为以美国为首的西方国家对埃及军方政变的默许态度，是导致今日流血事件其中一个原因，恐怕会给激进的宗教势力在埃及制造更大的民意市场，让西方所代表及鼓吹的自由民主理念，丧失了道德的正当性，所以美国应该对埃及军方施加压力，争取穆兄会所代表的社会力量能够重返主流的政治进程，避免各方走上歧途。BBC评论认为，埃及危机让美国在全球的声誉扫地。